# Suliana
Suliana (łac. Sulianitanus) – diecezja historyczna w Cesarstwie Rzymskim w prowincji Byzacena, współcześnie w północno-wschodniej Tunezji. Obecnie katolickie biskupstwo tytularne.
W latach 2013–2021 biskupstwo to obejmował Damian Bryl, ówczesny biskup pomocniczy poznański.

## Biskupi tytularni
| Lp. | Biskup                         | Funkcja                             | Od                  | Do               | Uwagi                       |
| --- | ------------------------------ | ----------------------------------- | ------------------- | ---------------- | --------------------------- |
| 1   | Alfredo Ignacio Llaguno Canals | biskup pomocniczy hawański (Kuba)   | 17 marca 1964       | 20 sierpnia 1979 | zmarł                       |
| 2   | Joseph Michael Sullivan        | biskup pomocniczy brookliński (USA) | 4 października 1980 | 7 czerwca 2013   | zmarł                       |
| 3   | Damian Bryl                    | biskup pomocniczy poznański         | 13 lipca 2013       | 25 stycznia 2021 | mianowany biskupem kaliskim |
| 4   | Luis Marín de San Martín OSA   | podsekretarz Synodu Biskupów        | 6 lutego 2021       |                  |                             |